# Chomentów-Puszcz
Chomentów-Puszcz (do 2011 Chomętów-Puszcz) – wieś w Polsce, położona w województwie mazowieckim, w powiecie radomskim, w gminie Skaryszew. Ma status sołectwa.
| SIMC    | Nazwa             | Rodzaj    |
| ------- | ----------------- | --------- |
| 1055434 | Janów Chomętowski | część wsi |
| 1055457 | Ludwinów          | część wsi |

Przez miejscowość przebiega droga wojewódzka nr 733.
Prywatna wieś szlachecka Chomętów-Puszcz, położona była w drugiej połowie XVI wieku w powiecie radomskim województwa sandomierskiego. W latach 1975–1998 miejscowość administracyjnie należała do województwa radomskiego.
1 stycznia 2011 r. zmieniono urzędowo nazwę miejscowości z Chomętów-Puszcz na Chomentów-Puszcz.
Wierni Kościoła rzymskokatolickiego należą do parafii Parafia św. Andrzeja Boboli w Bardzicach.